# Порошірі (гора)

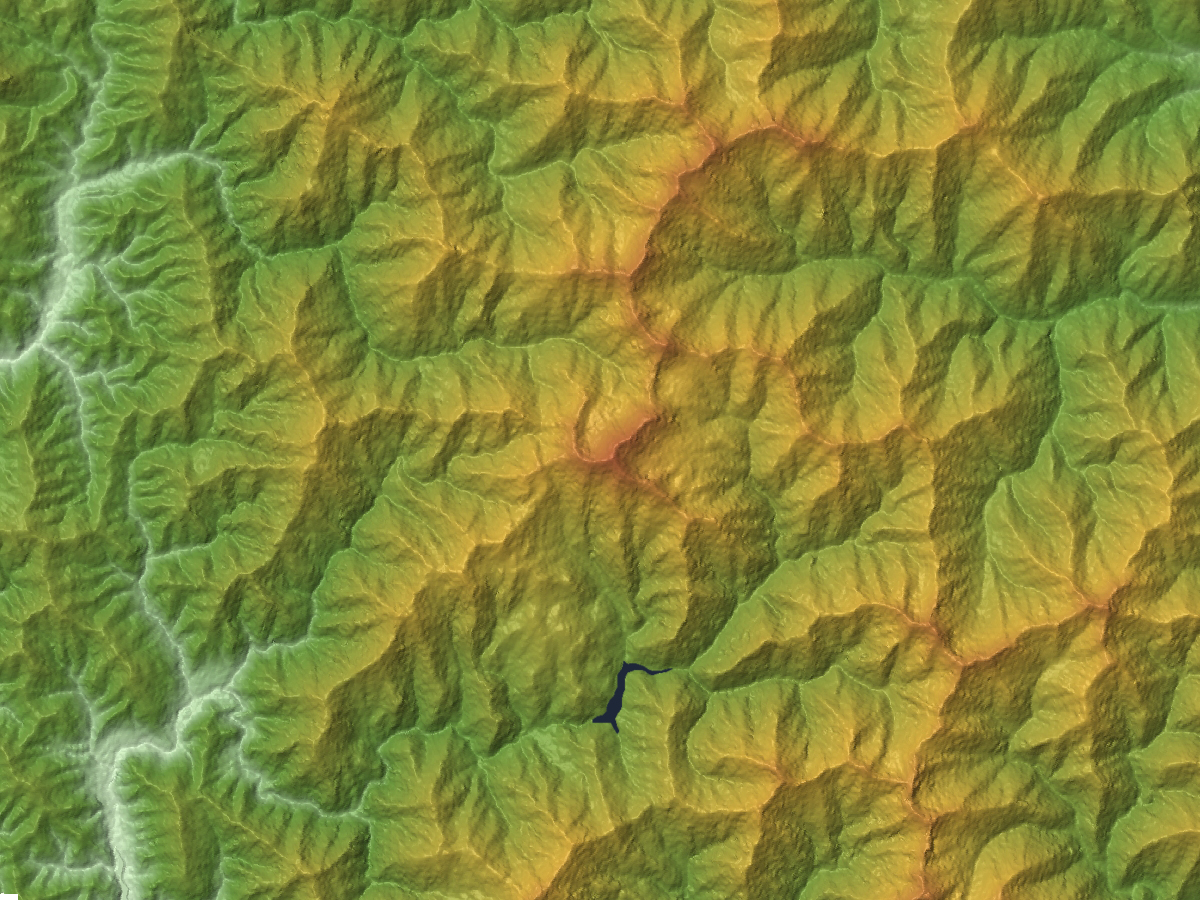
Топографічна карта навколо гори Хорошірі. Тояма є центром зображення

Порошірі (яп. 幌尻岳, латиніз.: Poroshiri-dake) — це гора висотою 2052 м , головна вершина гір Хідака, вона розташована у північно-західній частині. По горі прокладено кордон між повітом Сару і Ніікаппу. Він входить до квазінаціонального парку Ерімо в горах Хідака, а на його вершині є точка тріангуляції. Гора Порошірі входить до списку 100 відомих гір Японії .

## Опис
Назва гори мовою айнів означає «Поро (великий)» і «шір» (гора)
Гора Порошірі була сформована під час гороутворення 13 мільйонів років тому. Цирк, утворений під час четвертинного льодовикового періоду гора мала руйнівні процеси, про що свідчить цирк у верхній частині, який в 2007 році його було обрано як одного зі 100 найкращих геологічних утворень Японії.
Інститутом географії Японії в 2008 році була встановлена точна висота гори на рівні 2052 м.
Річка Ніікаппу та річка Накахіра, притока річки Сару, починаються з гори Порошірі.
В районі гори розташовні міста Біраторі, Ніїкаппу, Хідака та Мемуро.

## Туризм
На гору прокладено декілька туристичних маршрутів.
- Маршрут з міста Біраторі найбільш популярний, має найкоротший шлях до вершини та найрізноманітніші краєвиди, але є дуже складним маршрутом[7][8][9]. Від міста Біраторі курсують автобуси до лісової дороги на Породзірі[10][11]. Далі по стежці вздовж річки Накахіра можна підніматися вгору. Тропа може бути небезпечною через підняття води в річці у сезон дощів або танення снігу[9][12][13]. Час підйому до вершини цією стежкою становить орієнтовно 9 годин[14] . Оскільки важко пройти маршрут за один день, дорогою зазвичай зупиняються на ночівлю в гірській дерев'яній хатинці, на берегу річки, на висоті 1000 м[15]. Довге перебування в будинку заборонено, за винятком надзвичайних ситуацій[16] . Існує також шлях, який відгалужується від цього маршруту та проходить через гори Кітатоттабецу (1912 м) та Тоттабецу (1959 м) .
- З міста Ніікаппу маршрут йде уздовж річки Ніікаппу, проходить через греблю, час у дорозі становить від 9 до 10 годин[16]. На шляху є гірська хатина «Нікаппу Сансо» на висоті 800 м, де немає постійного менеджера, Їжа та постільна білизна не надаються, а якщо група більше п'яти людей хоче скористатися ним, то треба заздалегідь подати заявку в альпіністську асоціацію та отримати дозвіл на використання[17]. Довге перебування в будинку заборонено, за винятком надзвичайних ситуацій[16].
- Дорога до Порошірі від міста Хідака вздовж річки Нігідзава проходить через гори Кітатоцутабецу та Тоцутабецу та має час проходження приблизно 10 годин[18], але уздовж цього маршруту немає гірських хат, а для створення гірського наметного табору мало придатних місць[19] . Деякі бігуни цим маршрутом здійснюють одноденний похід на вершину[19] .

## Галерея
|                                |
| Переправа через річку Накахіра |

|                |
| Порошірі Сансо |

|                                 |
| Лісова дорога маршруту Ніікаппу |

|               |
| Ніікапі Сансо |

|              |
| Вершина гори |

|                   |
| Льодовиковий цирк |

|                                               |
| Гора Тоцутабецу та Нанацунума з гори Порошірі |

|               |
| Гора Хорошірі |